# Dasychira fortunata
Dasychira fortunata är en fjärilsart som beskrevs av Alois Friedrich Rogenhofer 1891. Dasychira fortunata ingår i släktet Dasychira och familjen tofsspinnare. Inga underarter finns listade i Catalogue of Life.

## Bildgalleri

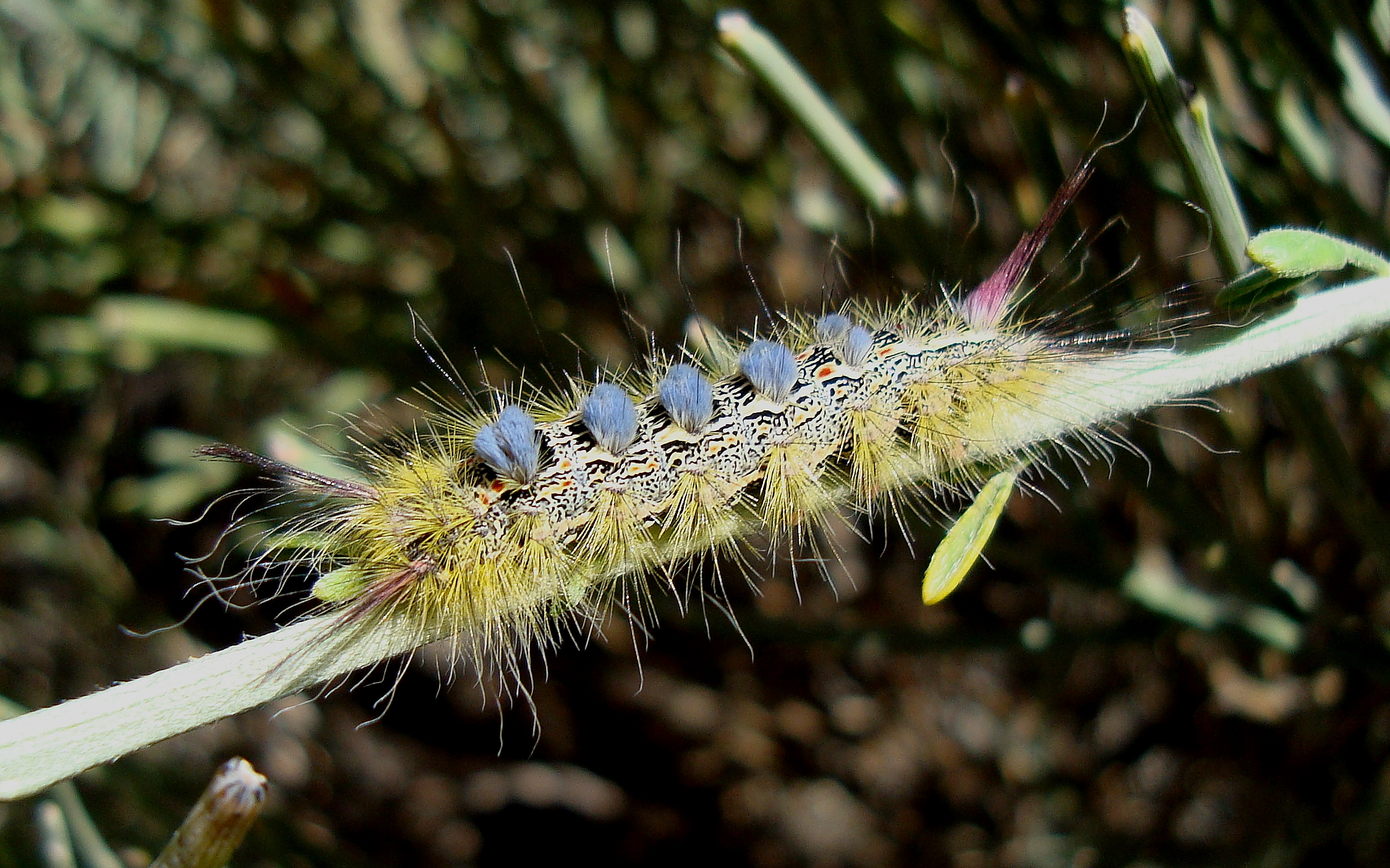